# Corumbataia cuestae
Corumbataia cuestae är en fiskart som beskrevs av Britski, 1997. Corumbataia cuestae ingår i släktet Corumbataia och familjen Loricariidae. Inga underarter finns listade i Catalogue of Life.